# Девід Мітчелл (комік)
Девід Джеймс Стюарт Мітчелл (англ. David James Stuart Mitchell; 14 липня 1974 року) — британський гуморист, актор та письменник, учасник комедійного дуету Мітчелл і Вебб разом з Робертом Веббом. Свою діяльність дует розпочав на каналі Channel 4 у ситкомі Піп Шоу, в якому Мітчелл грав Марка Коррігана. За свою гру в цьому шоу він отримав телевізійну премію BAFTA у категорії Комедійне виконання. Як комедійний дует, Мітчелл і Вебб написали та виконали ролі у кількох шоу, серед яких Bruiser, The Mitchell and Webb Situation, That Mitchell and Webb Sound, а також That Mitchell and Webb Look. Ще дует брав участь у британській версії рекламної кампанії Apple «Get a Mac» («Отримай Maк»).
Девід Мітчелл є частим учасником британських дискусійних шоу, є капітаном у Would I Lie to You?, веде шоу The Bubble. Також він є ведучим телепрограми Was It Something I Said, радіо-шоу The Unbelievable Truth та комедійних новин 10 O'Clock Live. Будучи письменником, Мітчелл регулярно дописує у The Observer та The Guardian.

## Доробок

### Фільми
| Рік  | Назва                       | Роль           | Примітки   |
| ---- | --------------------------- | -------------- | ---------- |
| 2007 | Фокусники                   | Гаррі          | Перша роль |
| 2007 | I Could Never Be Your Woman | Девід          |            |
| 2015 | Up All Night                | Поліцейський   |            |
| 2017 | Гульвіса                    | Джон Гардіггер |            |

### Телебачення
| Рік       | Назва                                             | Роль                                                | Примітки |
| --------- | ------------------------------------------------- | --------------------------------------------------- | --- |
| 1997      | The Jack Docherty Show                            | Різні персонажі                                     | Також і сценарист |
| 1998      | Comedy Nation                                     | Різні персонажі                                     | |
| 2000      | Bruiser                                           | Різні персонажі                                     | Також і сценарист; з'явився у всіх шістьох серіях |
| 2001      | Fun at the Funeral Parlour                        | Стрекен                                             | Серія 1.4: «Гори смерті» |
| 2001      | The Mitchell and Webb Situation                   | Різні персонажі                                     | Також і сценарист; з'явився у всіх шістьох серіях |
| 2001      | Comedy Lab                                        | Рей                                                 | |
| 2002      | TLC                                               | Пацієнт 1950-х                                      | Серія 1.6: «Медсестра агентства» |
| 2003      | The Strategic Humor Initiative                    | Різні персонажі                                     | |
| 2003–2015 | Піп Шоу                                           | Марк Корріган                                       | Найтриваліша роль; Перемоги: Британська комедійна премія у номінації Найкращий телекомедійний актор (2007); премія BAFTA за Найкраще комедійне виконання (2009). Номінації: премія BAFTA за Найкраще комедійне виконання (2008); премія BAFTA за Виконання чоловічої комедійної ролі (2010, 2011) |
| 2004      | Doctors and Nurses                                | Доктор Тобі Стівенс                                 | |
| 2005      | Twisted Tales                                     | Рей                                                 | Серія 1.9: «Нема чого боятись»; Також і сценарист |
| 2005      | All About George                                  | Джед                                                | Серія 1.3 |
| 2005      | Dirty tricks                                      | Пінгвін                                             | Серія 1.5 |
| 2005      | Look Around You                                   | Пет Тейлор                                          | Серія 2.6: «Фінал наживо» |
| 2005      | ShakespeaRe-Told                                  | Тім Еґню                                            | Серія 1.3: «Приборкання норовливої» |
| 2006      | Rob Brydon's Annually Retentive                   | У ролі самого себе                                  | Серія 1.1 |
| 2006–2009 | Jam & Jerusalem                                   | Доктор Джеймс Вайн                                  | 12 серій |
| 2006–2010 | That Mitchell and Webb Look                       | Різні персонажі                                     | Також і сценарист |
| 2006      | Blunder                                           | Різні персонажі                                     | Також і сценарист |
| 2009–2012 | Фінеас і Ферб                                     | Мітч                                                | Дві серії |
| 2010      | Playing Shop                                      | Також і сценарист, не екранізований пілотний проект | |
| 2011      | How TV Ruined Your Life                           | У ролі самого себе                                  | Серія 1.6 |
| 2011–2012 | The Bleak Old Shop of Stuff                       | Джолліфорс Джоллінгтон                              | Дві серії |
| 2012      | Доктор Хто                                        | Робот (голос)                                       | Серія 7.2: «Динозаври на космічному кораблі» |
| 2013      | Ambassadors                                       | Кіс Дейвіс                                          | |
| 2014      | The Incredible Adventures of Professor Branestawm | Гарольд Геґерстоун                                  | Телестрічка |
| 2015      | Harry Hill in Professor Branestawm Returns        | Гарольд Геґерстоун                                  | Телестрічка |
| 2016      | Upstart Crow                                      | Вільям Шекспір                                      | Ситком |
| 2017      | Назад                                             | Ендрю Доннеллі                                      | ситком |

### Радіо
| Рік       | Назва                        | Роль             | Примітки                     |
| --------- | ---------------------------- | ---------------- | ---------------------------- |
| 2001      | Until Morning                | BBC Radio 4      |                              |
| 2001–2005 | Think the Unthinkable        | Овен             | 4 сезони                     |
| 2003–2013 | That Mitchell and Webb Sound | Різні персонажі  | 5 сезонів; також і сценарист |
| 2006      | Vent                         | Джон Ді          |                              |
| 2007      | Daydream Believers           | Рей              | BBC Radio 2 pilot            |
| 2008      | Bleak Expectations           | Священник Фекунд | BBC Radio 4, 3 появи         |
| 2009      | The Death of Grass           | Оповідач         | Серіал BBC Radio 4           |
| 2014      | Blocked                      | Фелікс           |                              |

### Публікації
- Ця книга Мітчелла і Вебба (2009) разом з Робертом Веббом
- Озираючись назад: Мемуари (2012)
- Роздумуючи про це ти робиш гірше (2014)